# Финансовый контроль
Финансовый контроль — совокупность действий и операций по проверке финансовых и связанных с ними вопросов деятельности субъектов хозяйствования и управления с применением специфических форм и методов его организации.

## Понятие финансового контроля
Финансовый контроль, будучи составной частью контроля в деятельности хозяйствующего субъекта, является одной из функций управления. Он представляет собой систему действий уполномоченных лиц по проверке соблюдения управляемым субъектом:
- норм финансового права и решений, принятых управляющим субъектом,
- интересов управляющего субъекта.

Фактически, выше названы две основные цели финансового контроля, которые можно назвать тактическими. При этом стратегические цели финансового контроля, как и любого другого, перечислены в статье Контроль.
Несмотря на множество видов контроля в деятельности организации, ряд специалистов высказывает мысль, что финансовый контроль является контролем более высокого порядка по отношению к другим видам контроля. Это объясняется тем, что многие процедуры финансового контроля невозможно осуществить только как контроль финансовых потоков, без рассмотрения сущности финансируемых операций, а следовательно, без привлечения других видов контроля.
Приведём примеры:
1. Контроль использования бюджетных средств, выделенных на борьбу с эпидемией — требует привлечения не только финансовых экспертов, но и специалистов в области эпидемиологии, санитарии, медицинской статистики, поскольку необходимы ответы на вопросы:
  - существовала ли в действительности эпидемическая угроза?
  - каковы могли быть последствия эпидемии?
  - как соотносятся бюджетные расходы и потенциальный вред?
  - были ли профинансированные меры наиболее эффективными?
  - существует ли очевидная связь между профинансированными мероприятиями и улучшением эпидемической обстановки?
2. Контроль расходования средств при строительстве здания  требует участия специалистов-строителей, которые в состоянии определить, например :
  - правильно ли определены объёмы строительных работ?
  - все ли заявленные работы выполнены фактически?
  - соответствуют ли использованные материалы проектно-сметной документации?
  - достигнута ли эксплуатационная готовность объекта?
3. Контроль ценообразования на научно-исследовательские и опытно-конструкторские работы  требует участия не только учёных в соответствующей области, но также инженеров, технологов, материаловедов и других технических специалистов.

## Задачи финансового контроля
Задачи финансового контроля в целом соответствуют целям, заявленным выше. Таким образом, их можно разделить на две группы — задачи по обеспечению законности и задачи по защите интересов собственника хозяйствующего субъекта. При этом надо понимать, что под понятием «финансовый» здесь подразумевается относящийся не только к деньгам, но и к любому имуществу, а также обязательствам.

### Задачи по проверке соблюдениязаконодательныхи иныхнормативных актовразличного уровня
1. Проверка соблюдения финансовой дисциплины, в том числе кассовой.
2. Проверка пределов полномочий должностных лиц при принятии решений; выявление случаев превышения полномочий, в том числе злоупотребление ими в корыстных целях.
3. Проверка соответствия совершённых хозяйственных операций требованиям законодательства.
4. Контроль соблюдения установленных бюджетов и лимитов по статьям затрат.
5. Проверка правильности документального оформления хозяйственных операций.
6. Проверка правильности ведения бухгалтерского учёта; причём не только финансового, но и управленческого, если его ведение предусмотрено локальными нормативными актами.
7. Проверка правильности и своевременности расчётов с бюджетом и государственными внебюджетными фондами.
8. Проверка целевого использования целевых средств, в том числе заёмных и бюджетных.
9. Контроль ценообразования в областях, где оно регулируется государством.
10. Определение и (в ряде случаев) применение мер ответственности лиц, допустивших нарушения финансово-экономического законодательства.

### Задачи по обеспечению интересов собственника
Первый и основной интерес собственника — получение прибыли, то есть прирост вложенного капитала (рост курса акций, получение дивидендов). Однако, возможны и другие локальные задачи, например :
- сокращение активов,
- наращивание кредиторской задолженности,
- увеличение средней заработной платы.

Если подобные цели поставлены в виде локального нормативного акта, мы возвращаемся к задачам первой группы. Но в большинстве случаев, финансовый интерес собственника (выступающего одновременно субъектом контроля) принимается по умолчанию в виде наиболее эффективного управления капиталом.
Названная цель финансового контроля достигается путём решения следующих задач:
1. Контроль сохранности имущества (в том числе, финансовых ресурсов), выявление случаев недостач, хищений, порчи; контроль мер по обеспечению сохранности.
2. Оценка эффективности использования материальных ресурсов (например, полноты загрузки оборудования, использования земельных участков, оптимальности оборачиваемости материалов и т. д.); выявление внутрихозяйственных резервов.
3. Оценка использования трудового потенциала организации, анализ кадровой политики.
4. Оценка наличия и степени разработанности бюджетов, собственного контроля за их исполнением, анализ отклонений и принятых мер.
5. Анализ принятой процедуры принятия управленческих решений и проверка её соблюдения на практике.
6. Оценка ценовой политики, анализ системы ценообразования и маркетинговых мероприятий.
7. Анализ эффективности привлечения заёмных средств.
8. Анализ мер по оптимизации налогового бремени.

## Предмет финансового контроля
Предметом финансового контроля являются хозяйственные операции, то есть любые действия, приводящие к изменению стоимости имущества любого вида или обязательств любого вида.

## Классификация финансового контроля

### По субъекту контроля
1. Государственный контроль
  1. Парламентский контроль — Счётная палата Российской Федерации и контрольно-счетные органы субъектов Федерации и муниципальных образований.
  2. Бюджетный контроль — Федеральная служба финансово-бюджетного надзора; Федеральное казначейство — контроль целевого использования бюджетных средств.
  3. Налоговый и таможенный контроль — Федеральная налоговая служба, Федеральная таможенная служба — контроль формирования государственных доходов.
  4. Валютный контроль — Федеральная служба финансово-бюджетного надзора Правительство, Центральный банк, агенты валютного контроля — контроль соответствия законодательству операций с иностранной валютой.
  5. Денежно-кредитный контроль:
    1. Центральный банк Российской Федерации — надзор за деятельностью кредитных организаций и банковских групп.
    2. Коммерческие банки — контроль порядка осуществления хозяйствующими субъектами кассовых операций.

  6. Страховой контроль (страховой надзор) — Центральный банк Российской Федерации.
  7. Правоохранительный контроль — Прокуратура Российской Федерации, органы МВД России, Федеральная служба по финансовому мониторингу.
    - Общее нормативно-правовое регулирование государственного финансового контроля осуществляет Министерство финансов Российской Федерации в лице Департамента регулирования государственного финансового контроля, аудиторской деятельности, бухгалтерского учёта и аудита.
2. Вышестоящий контроль
  1. Ведомственный контроль — контроль государственных организаций со стороны вышестоящих органов. Для осуществления ведомственного контроля в рамках отдельных министерств и других органов исполнительной власти предусмотрены контрольно-ревизионные органы и службы этих министерств. Основным объектом контроля является финансовая и хозяйственная деятельность подведомственных учреждений.
  2. Корпоративный контроль — финансовый контроль в рамках крупных организаций, имеющих большое количество отделений и филиалов (например, коммерческие банки, сети магазинов).
3. Внутрихозяйственный контроль
  1. Контроль со стороны ревизионных комиссий акционерных обществ, товариществ над их исполнительными органами.
  2. Внутренний контроль — финансовый контроль, осуществляемый специально созданной службой хозяйствующего субъекта, подчиняющейся непосредственно руководителю.
4. Независимый (коммерческий) контроль — аудит.
  1. Инициативный аудит — назначаемый по решению собственников или руководства хозяйствующего субъекта.
  2. Обязательный аудит — обязательная ежегодная проверка бухгалтерской отчётности ряда организаций, перечень которых установлен законодательно.
5. Общественный контроль — реализуется на основе общественных институтов и законов, обязывающих органы исполнительной власти предоставлять информацию всем заинтересованным лицам (юридическим и физическим). В организации общественного контроля важную роль играют средства массовой информации, выражающие интересы различных общественных организаций, политических партий и других структур.

### По времени проведения
1. Предварительный контроль — проводится до принятия управленческих решений и совершения хозяйственных операций, носит профилактический, упреждающий характер. Он предусматривает оценку финансовой обоснованности расходов для предотвращения неэкономного и неэффективного расходования средств. Предварительному контролю подвергаются бизнес-планы, проектно-сметная документация, кредитные и кассовые заявки, документы на перечисление или выдачу денежных средств.
2. Текущий контроль — производится в момент совершения денежных сделок, осуществления хозяйственных операций. Текущий контроль наиболее проблематичен с технической точки зрения. Содержать такой штат, чтобы каждую хозяйственную операцию в момент её совершения помимо непосредственно исполнителя курировал ещё один ответственный сотрудник, могут позволить себе только учреждения банковской сферы. В бюджетных учреждениях текущий контроль перечисления средств осуществляется органами казначейства путём проверки оснований для осуществления платежа (договоров, счетов).
3. Последующий контроль — проводится путём анализа, мониторинга, обследования, проверки (например, налоговой или аудиторской). Наиболее всеобъемлющей формой последующего контроля является документальная ревизия.

### По направлению
(см. Задачи финансового контроля)
1. Контроль на соответствие (формальный контроль) — оценка соответствия деятельности объекта контроля требованиям нормативных актов (в том числе локальных).
2. Контроль финансовой отчётности — оценка правильности и достоверности ведения бухгалтерского учёта, достоверности, обоснованности и своевременности представления финансовой отчётности.
3. Контроль эффективности — оценка результативности, продуктивности и экономичности использования ресурсов, эффективности управления капиталом.

### По срокам выполнения
1. Оперативный контроль (обычно в рамках внутреннего контроля) — проводится в плановом порядке по итогам периода (недели, декады, месяца, квартала, года).
2. Плановый контроль — производится контрольно-ревизионным органом в соответствии с планом контрольно-ревизионной работы, в том случае, если такой план сообщён объекту контроля.
3. Внезапный контроль — производится контрольно-ревизионным органом в соответствии с планом контрольно-ревизионной работы, в том случае, если такой план неизвестен объекту контроля; а также при наличии данных о нарушениях в деятельности объекта.

### По источникуфинансированияконтроля
1. Контроль за счёт проверяемого лица — внутрихозяйственный контроль, независимый контроль.
2. Контроль за счёт контролирующего субъекта — государственный контроль, вышестоящий контроль.
3. Контроль за счёт третьих лиц — встречается крайне редко, только общественный контроль.

## Методы финансового контроля
Методы финансового контроля — это приёмы исследования учётной документации и получения фактических данных, применяемые работниками контрольно-ревизионных органов и служб с целью выявления доказательной информации. Между различными методами финансового контроля нет чётких границ, многие из них находятся во взаимосвязи, включают элементы других методов. Во многих случаях достоверное установление фактов возможно лишь с помощью комплексного использования целого ряда методов.
При этом выбор методов контроля, применяемых в том или ином случае, зависит от полномочий контрольно-ревизионного органа или службы. Например, аудитор в ходе проверки может применять только документальные методы; в ходе налоговой проверки могут проверяться только те документы, которые касаются начисления и перечисления в бюджет налогов. Наиболее широкие полномочия, как правило, реализуется при вышестоящем или внутрихозяйственном контроле, так как полномочия служб внутреннего контроля ограничиваются только локальными нормативными актами.

## Результат финансового контроля
Результатом мероприятия финансового контроля (ревизии, проверки и т. п.) является документ (акт, отчёт, справка, заключение), который отражает:
1. достоверную информацию о финансово-хозяйственном состоянии объекта контроля (проверяемой организации),
2. вскрытые в процессе контроля нарушения норм и правил, отклонения от принятых стандартов,
3. факты неэффективного или неэкономного хозяйствования.